# Dinamo Bucarest (rugby à XV)
Pour le club omnisports, voir Dinamo Bucarest.
Le Dinamo Bucarest ou Dinamo București est un club omnisports roumain basé à Bucarest, dont la section de rugby à XV participe au Championnat de Roumanie de rugby à XV et également au Challenge Européen.

## Historique
La fédération roumaine tente de construire une équipe compétitive avec des jeunes internationaux : les clubs de Bucarest ont donc formé une nouvelle entité plus forte pour garder les jeunes et être compétitive sur le plan européen.

## Palmarès
- Coupe d'Europe des Clubs Champions FIRA
  - Champion (1)[2] : 1967

- Championnat de Roumanie
  - Champion (16) : 1951, 1952, 1956, 1965, 1969, 1982, 1991, 1994, 1996, 1998, 2000, 2001, 2002, 2004, 2007 et 2008

- Coupe de Roumanie
  - Vainqueur (12) : 1954, 1959, 1980, 1989, 1996, 1997, 1998, 2000, 2001, 2002, 2004 et 2008

## Personnalités du club

### Joueurs emblématiques
- Petru Bălan
- Ion Constantin
- Adrian Lungu
- Cristian Lupu
- Mircea Paraschiv
- Alin Petrache
- Ion Țuțuianu
- Marian Tudori
- Ilarion Ciobanu, qui devînt ensuite un célèbre acteur.